# Richard Scheuermann
Pour les articles homonymes, voir Scheuermann.
Richard Scheuermann, né le 29 décembre 1876 à Neumarkt-en-Silésie et mort le 8 septembre 1913 à Cologne, est un cycliste sur  piste allemand. 

## Biographie
Après un apprentissage de tailleur, Richard Scheuermann effectue un service militaire de deux ans. Dès 1896, il participe à ses premières courses cyclistes en amateur. Après plusieurs victoires, il décide en 1899 de devenir professionnel. Scheuermann se spécialise dans la vitesse et le demi-fond, il est aussi un partenaire recherché pour le tandem. 
À l'âge de 28 ans, les chroniqueurs cyclistes de l'époque le qualifient déjà de « vétéran du Vélodrome ». De par ses revenus, il figure au troisième rang des coureurs de demi-fond allemands les plus performants en Allemagne et à l'étranger. 
Le 8 septembre 1913, lors d'une course sur 100 km au Riehler Radrennbahn de Cologne. Gus Lawson, l'entraineur de Paul Guignard, perd le contrôle de sa moto lorsque son pneu explose. Il est percuté par Emil Meinhold (de), l'entraineur de Scheuermann, à 80 km/h. Les motos prennent feu. Scheuermann et Gus Lawson sont tous deux tués presque instantanément,,. Emil Meinhold est grièvement blessé,. 
Richard Scheuermann est inhumé le 13 septembre au cimetière Pohlanowitz de Breslau (aujourd'hui Wroclaw).

## Palmarès sur piste

### Championnats du monde
- Berlin 1901
  -  Médaillé de bronze du tandem avec Walter Rütt

- Berlin 1908
  -  champion du monde de tandem avec Bruno Wegener

- Leipzig 1913
  -  Médaillé de bronze du demi-fond professionnels

### Championnats d'Europe
- 1901
  -  Médaillé de bronze sur 2 000 m
- 1908
  -  Médaillé d'argent de la vitesse
- 1911
  -  Médaillé de bronze du demi-fond

### Championnats nationaux
- 1er en 1908 (vitesse), 1910 (demi-fond); 2e en 1913, 3e en 1911 (demi-fond) et 12 (demi-fond)

### Autres résultats notables
- 1902 : 1ère au Grand Prix Tandem à Leipzig avec Otto Meyer,
- 1902 : 1èr au tandem premium drive à Leipzig
- 1904 : Match national pour la 1ère place, Copenhague, tandem avec Willy Arend
- 1905 : 1ère dans la course principale à Steglitz,
- 1905 : 1ère dans la course premium le 1er avril à Steglitz,
- 1905 : 1ère au GP de Steglitz avec Willy Bader dans la course en tandem
- 1909 : 3ème Grande Roue d'Or, 1ère manche, Steglitz
- 1909 : 1èr Derby d'Allemagne centrale, Magdebourg
- 1910 : 1èr 'Der Zürileu', Zurich
- 1910 : 1èr Großer Bergischer Herbstpreis, Barmen
- 1910 : 2è place GP de Chany
- 1911 : 2e aux Championnats du monde (non officiel) à Dresde[8]
- 1911: 1èr  Prix d'Automne à Cologne,
- 1911 : 2ème GP d'Europe, Leipzig